# Поспелова, Марина Александровна
Марина Александровна Поспелова (род. 23 июля 1990) — российская легкоатлетка, специалистка по бегу на средние дистанции и бегу по пересечённой местности. Выступала на профессиональном уровне в 2007—2018 годах, чемпионка России по кроссу, победительница и призёрка первенств всероссийского значения, участница чемпионата мира в Москве. Представляла Ярославскую и Московскую области, Москву. Мастер спорта России международного класса.

## Биография
Марина Поспелова родилась 23 июля 1990 года. Серьёзно занималась лёгкой атлетикой с 2003 года, проходила подготовку под руководством тренеров К. Н. Кругового, М. М. Телятникова, А. В. Письменного.
Впервые заявила о себе в декабре 2007 года, выиграв юношеский турнир в помещении в Санкт-Петербурге в беге на 1000 метров.
В 2010 году выиграла серебряную медаль в эстафете 800+400+200+100 метров на чемпионате России по эстафетному бегу в Сочи.
В 2011 году вновь стала серебряной призёркой в эстафете 800+400+200+100 метров на чемпионате России по эстафетному бегу в Сочи.
В 2012 году на чемпионате России по эстафетному бегу в Адлере получила серебро в эстафете 800+400+200+100 метров и взяла бронзу в эстафете 4 × 800 метров.
В 2013 году на зимнем чемпионате России в Москве завоевала серебряные награды в индивидуальном беге на 800 метров и в эстафете 4 × 800 метров (медали в эстафете впоследствии лишилась в связи с допинговой дисквалификацией Светланы Киреевой). Предполагалось выступление Поспеловой на чемпионате Европы в помещении в Гётеборге, но в конечном счёте она снялась с соревнований из-за простуды. На летнем чемпионате России в Москве изначально финишировала третьей, а позднее после дисквалификации Екатерины Шарминой (Мартыновой) поднялась в итоговом протоколе до второй позиции. Благодаря череде удачных выступлений удостоилась права защищать честь страны на домашнем чемпионате мира в Москве — на предварительном квалификационном этапе бега на 800 метров показала результат 2:03.42, чего оказалось недостаточно для выхода в полуфинальную стадию.
В 2014 году выиграла серебряную медаль в беге на 1500 метров на Мемориале братьев Знаменских в Жуковском.
В 2015 году в дисциплине 800 метров была третьей на чемпионате России в Чебоксарах (после дисквалификации Анастасии Баздыревой — вторая).
В 2017 году завоевала серебряную награду на дистанции 2 км на весеннем чемпионате России по кроссу в Жуковском.
В 2018 году на зимнем чемпионате России в Москве стала бронзовой призёркой в дисциплинах 800 и 1500 метров, тогда как на летнем чемпионате России в Казани взяла бронзу только в 800-метровой дисциплине. Также в этом сезоне одержала победу в гонке на 2 км на весеннем чемпионате России по кроссу в Жуковском.
За выдающиеся спортивные достижения удостоена почётного звания «Мастер спорта России международного класса».
В декабре 2020 года Всероссийская федерация лёгкой атлетики сообщила о дисквалификации бегуньи Марины Поспеловой сроком на 2 года в связи с нарушением антидопинговых правил — в пробе спортсменки обнаружили следы S2-рекомбинантного эритропоэтина.